# Кеннеді Лі
Кеннеді Лі (англ. Kennedy Leigh; нар. 11 березня 1994, Міннесота, США) — американська порноакторка.

## Життєпис
Народилася у штаті Міннесота, має німецько-грецьке походження. Проживає в штаті Аризона, приїжджаючи на зйомки в Лос-Анджелес.
В порноіндустрію потрапила в кінці вересня 2012 у віці 18 років після обміну повідомленнями з порноактором Дейном Кросом. Перша зйомка була для порностудії Bang Bros. Через півтора місяця, в листопаді, вперше знялася в сцені анального сексу у порновідео Quick Anal Before Class студії Mofos.
З'явилася в кліпі Don't Stop the Party репера Pitbull.
У 2019 році фотосесія з участю Кеннеді Лі з'явилася в березневому випуску журналу Hustler.
Станом на кінець січня 2018 року знялася в 100 порнофільмах.

## Нагороди та номінації
| Рік  | Нагорода         | Результат | Категорія                                                                 | Фільм                            |
| ---- | ---------------- | --------- | ------------------------------------------------------------------------- | -------------------------------- |
| 2013 | NightMoves Award | Номінація | Краща нова старлетка                                                      | Н/Д                              |
| 2013 | Sex Award        | Номінація | Hottest New Girl                                                          | Н/Д                              |
| 2013 | The Fannys       | Номінація | Нова старлетка року                                                       | Н/Д                              |
| 2013 | The Fannys       | Номінація | Thirsty Girl (Best Oral)                                                  | Н/Д                              |
| 2014 | AVN Award        | Номінація | Краща нова старлетка                                                      | Н/Д                              |
| 2014 | AVN Award        | Перемога  | Краща сцена сексу від першої особи (разом з Джулс Джорданом)              | Ultimate Fuck Toy: Kennedy Leigh |
| 2014 | AVN Award        | Номінація | Краща сцена сексу хлопець/дівчина (разом з Джеймсом Діном)                | Ultimate Fuck Toy: Kennedy Leigh |
| 2014 | AVN Award        | Номінація | Краща сцена стриптизу                                                     | Ultimate Fuck Toy: Kennedy Leigh |
| 2014 | AVN Award        | Номінація | Краща сцена тріолізму (Д/Х/Х) (разом з Джорданом Ешем і Крісом Строуксом) | Ultimate Fuck Toy: Kennedy Leigh |
| 2014 | Spank Bank Award | Номінація | Most Adorable Slut                                                        | Н/Д                              |
| 2014 | Spank Bank Award | Номінація | Newcummer of the Year                                                     | Н/Д                              |
| 2014 | Spank Bank Award | Номінація | Porn's Next «It» Girl                                                     | Н/Д                              |
| 2014 | Spank Bank Award | Номінація | The Girl Next Door… Only Better                                           | Н/Д                              |
| 2014 | XBIZ Award       | Номінація | Краща нова старлетка                                                      | Н/Д                              |
| 2014 | XRCO Award       | Номінація | Кремова мрія року                                                         | Н/Д                              |

## Вибрана фільмографія
- 2012 — All Natural: Glamour Solos 3
- 2013 — American Cocksucking Sluts 3
- 2013 — Broken Hearts
- 2013 — Cum Swallowing Auditions 1
- 2013 — Family Ties and Little White Lies
- 2014 — Lesbian Sex 14
- 2014 — My brother's Point of View
- 2014 — Teens Like It Big 18
- 2015 — Mother-Daughter Lesbian Lessons 5
- 2016 — My sister's Hot Friend 46